# Fraissinet-de-Lozère
Pour les articles homonymes, voir Fraissinet.
Fraissinet-de-Lozère est une ancienne commune française, située dans le département de la Lozère en région Occitanie, devenue, le 1er janvier 2016, une commune déléguée de la commune nouvelle de Pont de Montvert - Sud Mont Lozère. Ses habitants sont appelés les Fraissinetels.

## Géographie

### Communes limitrophes
|                                      | Mont Lozère et Goulet |                                                          |
| Les Bondons                          | Fraissinet-de-Lozère  |                                                          |
| Bédouès-Cocurès (par un quadripoint) |                       | Le Pont-de-Montvert (Pont de Montvert - Sud Mont Lozère) |

### Hydrographie
La commune est arrosée par la Rûnes.

## Histoire
Après la révocation de l'édit de Nantes en 1685 par l'édit de Fontainebleau, certains Fraissinetels choisirent l'exil en Angleterre ou en Hollande. Ils gardèrent des contacts avec leur famille, même pendant la guerre de la Ligue d'Augsbourg (1688-1697). Ils parvinrent à maintenir des réseaux permettant la circulation d'hommes, d'argent et d'informations entre les Cévennes et Rotterdam. Un récit de la bataille de la Hougue (1692) élaboré par la propagande hollandaise, très critique envers Louis XIV, fut ainsi conservé par les chefs de la famille Rouvière, des notables de la communauté villageoise, ce qui pourrait indiquer que les nouveaux convertis ne soutenaient pas le souverain.

## Politique et administration
| Période      | Période  | Identité           | Étiquette | Qualité |
| ------------ | -------- | ------------------ | --------- | ------- |
| janvier 2016 | En cours | Jean-Pierre Allier | PS        |         |

| Période                                  | Période       | Identité           | Étiquette | Qualité |
| ---------------------------------------- | ------------- | ------------------ | --------- | ------- |
| Les données manquantes sont à compléter. |               |                    |           |         |
| 2001                                     | décembre 2015 | Jean-Pierre Allier | PS        |         |

## Démographie
L'évolution du nombre d'habitants est connue à travers les recensements de la population effectués dans la commune depuis 1793. À partir du 1er janvier 2009, les populations légales des communes sont publiées annuellement dans le cadre d'un recensement qui repose désormais sur une collecte d'information annuelle, concernant successivement tous les territoires communaux au cours d'une période de cinq ans. 
Pour les communes de moins de 10 000 habitants, une enquête de recensement portant sur toute la population est réalisée tous les cinq ans, les populations légales des années intermédiaires étant quant à elles estimées par interpolation ou extrapolation. Pour la commune, le premier recensement exhaustif entrant dans le cadre du nouveau dispositif a été réalisé en 2006,.
En 2013, la commune comptait 228 habitants, en évolution de +3,17 % par rapport à 2008 (Lozère : −1,04 %, France hors Mayotte : +2,49 %).
| 1793 | 1800 | 1806 | 1821 | 1831 | 1836 | 1841 | 1846 | 1851 |
| ---- | ---- | ---- | ---- | ---- | ---- | ---- | ---- | ---- |
| 680  | 725  | 812  | 829  | 883  | 696  | 837  | 816  | 834  |

| 1856 | 1861 | 1866 | 1872 | 1876 | 1881 | 1886 | 1891 | 1896 |
| ---- | ---- | ---- | ---- | ---- | ---- | ---- | ---- | ---- |
| 831  | 714  | 713  | 684  | 704  | 770  | 797  | 718  | 722  |

| 1901 | 1906 | 1911 | 1921 | 1926 | 1931 | 1936 | 1946 | 1954 |
| ---- | ---- | ---- | ---- | ---- | ---- | ---- | ---- | ---- |
| 681  | 690  | 628  | 525  | 503  | 483  | 438  | 310  | 261  |

| 1962 | 1968 | 1975 | 1982 | 1990 | 1999 | 2006 | 2011 | 2013 |
| ---- | ---- | ---- | ---- | ---- | ---- | ---- | ---- | ---- |
| 265  | 219  | 213  | 214  | 199  | 190  | 216  | 229  | 228  |

## Culture locale et patrimoine

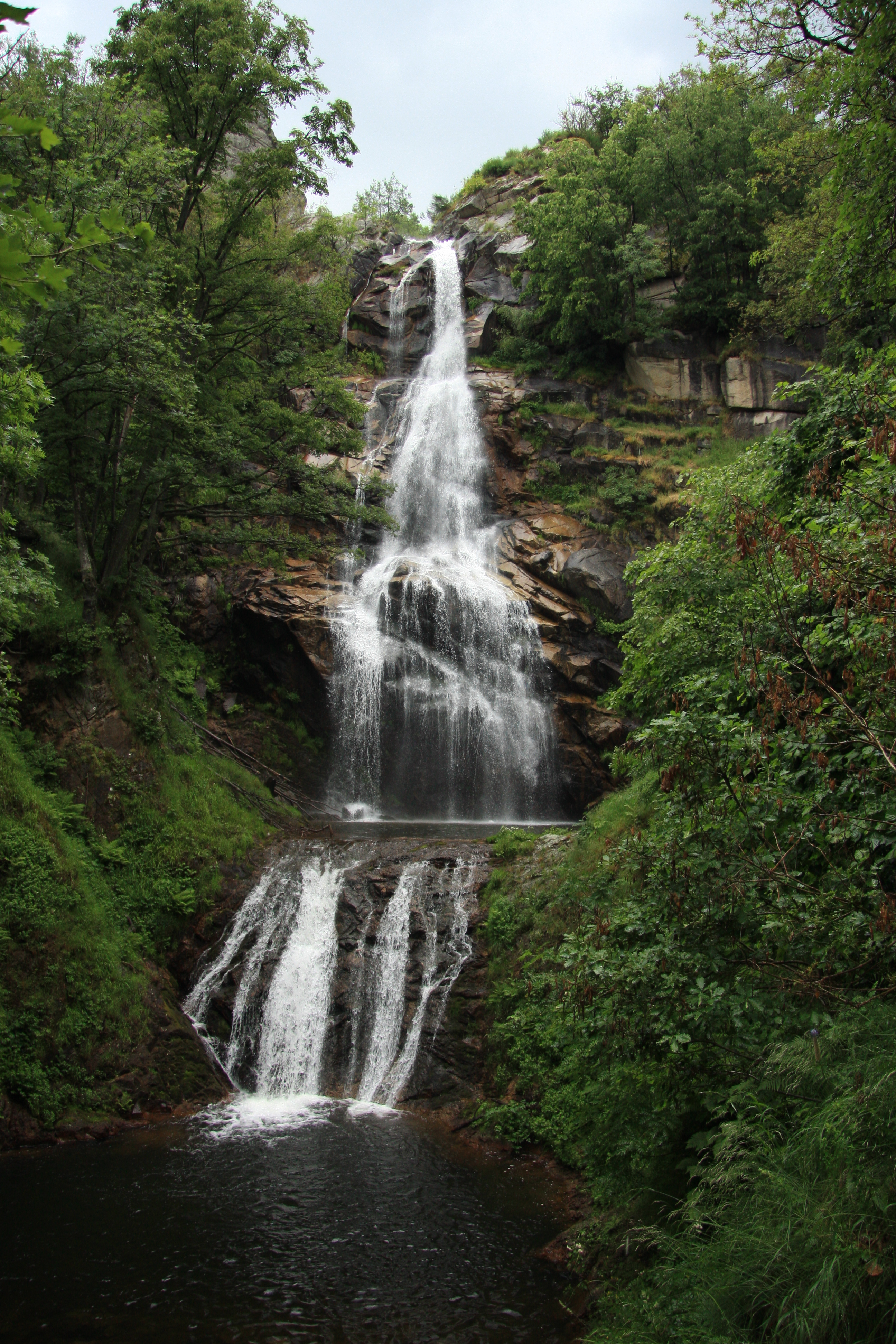
La cascade de Rûnes.

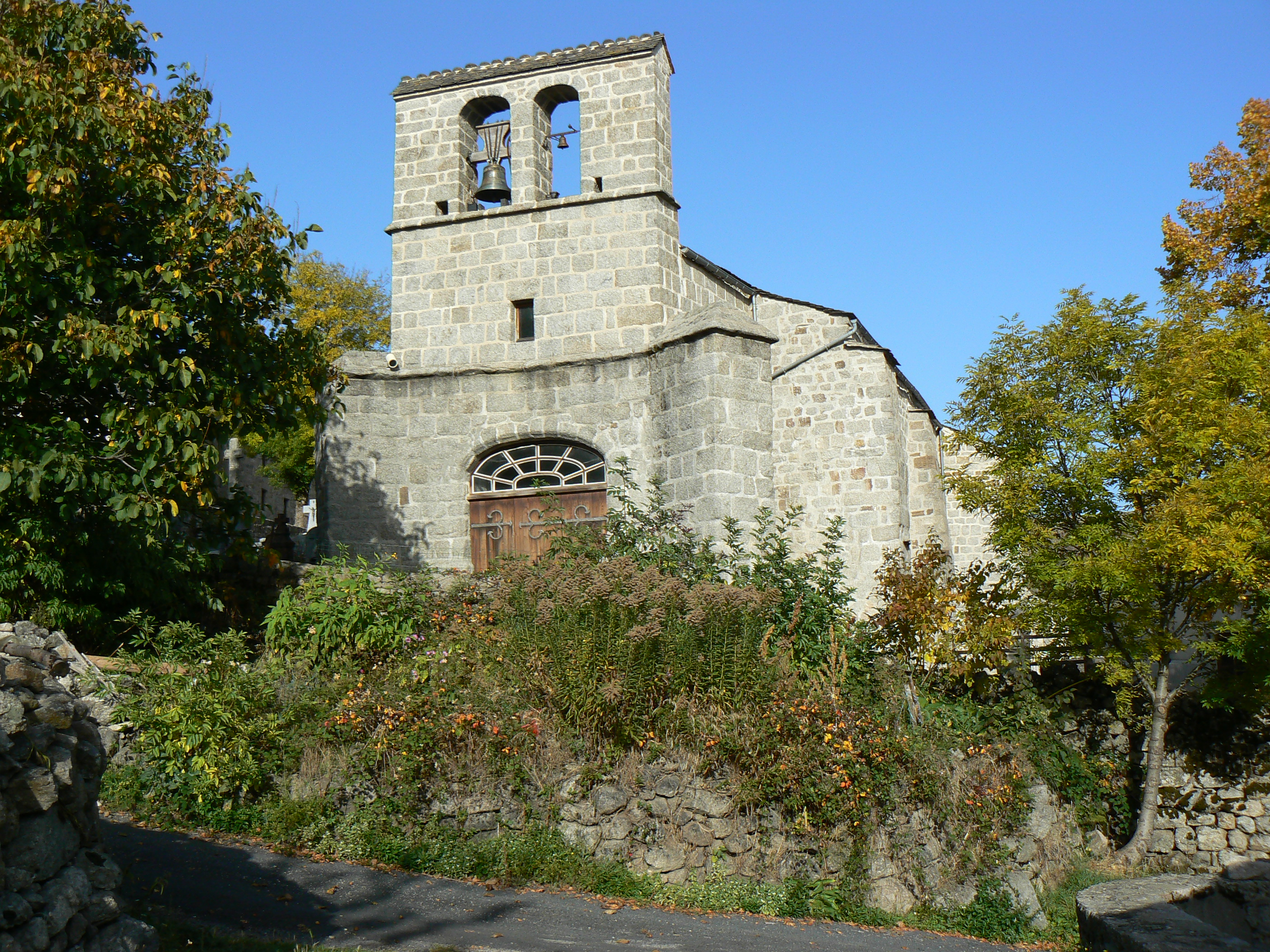
L'église de l'Immaculée-Conception.

### Lieux et monuments
- La cascade de Rûnes, impressionnante chute d'eau d'une hauteur de 70 m sur la rivière Miral ou Rûnes,
- L'église de l'Immaculée-Conception de Fraissinet-de-Lozère datant du XIIIe siècle.
- le col du Pont-sans-Eau (1 087 m) sur la RD 35, emprunté lors de la 14 étape du Tour de France 2018, classé en 3e catégorie au Grand prix de la montagne.

### Personnalités liées à la commune
- Placide-Louis Chapelle (1842-1905), né à Rûnes, archevêque de Santa Fe.
- Paulin Daudé-Gleize (1862-1928), né à Rûnes, député puis sénateur de la Lozère.